# Arduino Berlam

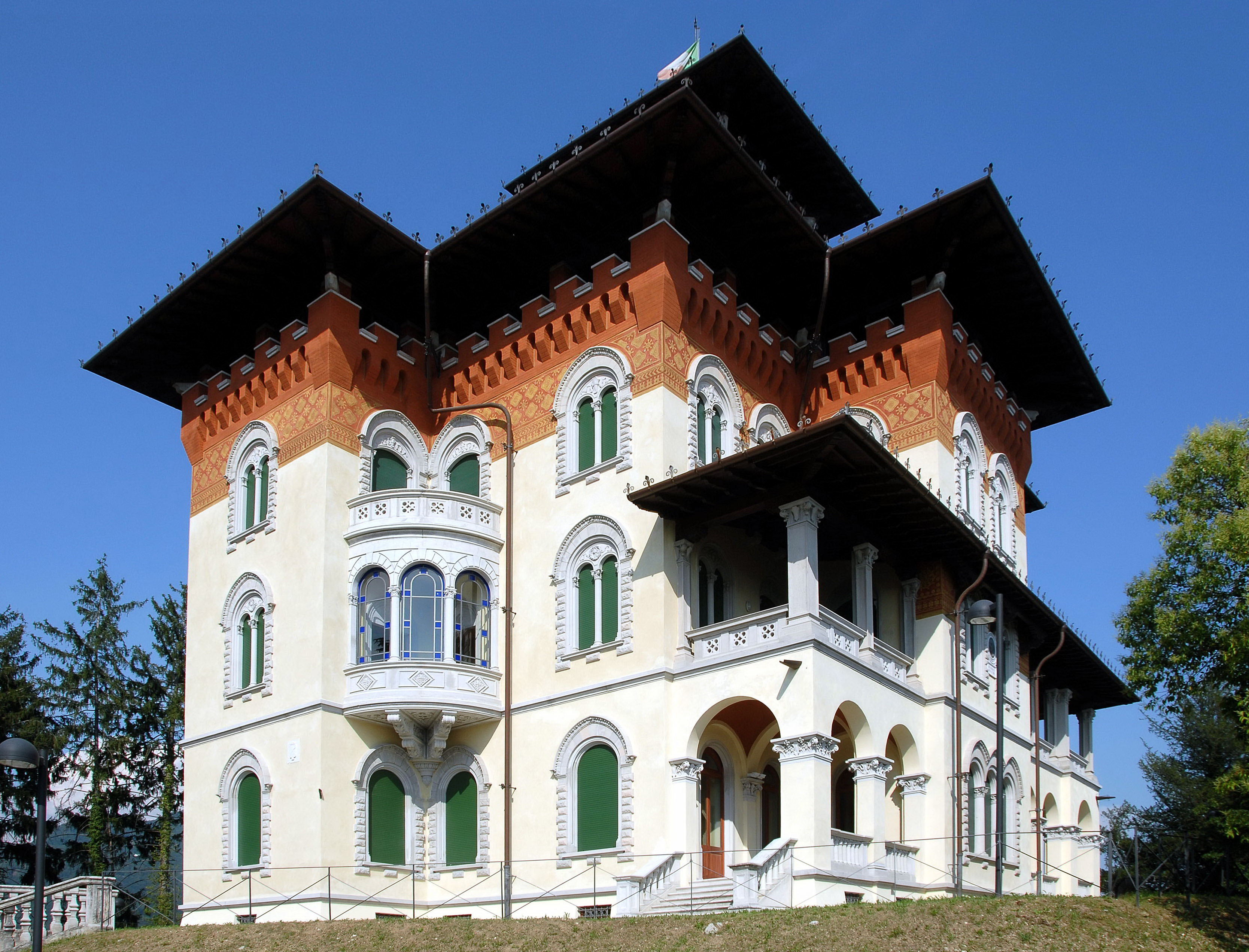
Villa Moretti w Tarcento

Arduino Berlam (ur. 20 lipca 1880 w Trieście, zm. 28 lipca 1946 Tricesimo) – włoski architekt, syn Ruggero.

## Życiorys
Urodził się w Trieście, od 1905 roku pomagał w pracy ojcu i podobnie jak on ukończył akademię sztuk pięknych w Mediolanie. Pracował głównie w rodzinnym mieście, był także autorem wystroju statków Saturnia i Vulcania.